# 格拉德斯通鎮區 (伊利諾伊州亨德森縣)
格拉德維爾鎮區（英語：Gladstone Township）是位於美國伊利諾伊州亨德森縣的一個行政鎮區。

## 地方資料
根據2010年美國人口普查的數據，格拉德維爾鎮區的面積為127.30平方千米，當中陸地面積為121.30平方千米，而水域面積為6.00平方千米。當地共有人口289人，而人口密度為每平方千米2.27人。